# نيكولا ميشيل
نيكولا ميشيل هو أستاذ جامعي سويسري، ولد في 7 نوفمبر 1949 في فريبورغ في سويسرا.